# 埔里社堡
埔里社堡，是台灣中部自清治時期至日治初期的一個行政區劃，其範圍在今南投縣的埔里鎮中西部及國姓鄉南部。
埔里社堡西北邊為北港溪堡，東北邊及東邊為蕃地，南邊為五城堡、集集堡，西南邊為南投堡。
得名自埔里社，其後繼者為埔里街。

## 管轄街庄
埔里社堡共轄17個街庄：
- 今埔里鎮境內：埔里社街、大肚城庄、枇杷城庄、珠仔山、挑米坑庄、生蕃空庄、烏牛欄庄、房里庄、水尾庄、牛相觸庄、牛眠山、福興庄、史港坑庄、小埔社庄、大湳庄、水頭庄
- 今國姓鄉境內：北山坑庄